# Шмид, Доминик
Доминик Робин Шмид (нем. Dominik Robin Schmid; 10 марта 1998 года, Швейцария) — швейцарский футболист, полузащитник клуба «Базель».

## Клубная карьера
Является воспитанником швейцарского клуба «Базель», в академии которого занимался с 11 лет. В сезоне 2016/2017 стал подтягиваться к тренировкам с основной командой. 28 мая 2017 года дебютировал в швейцарской Суперлиге в поединке против «Грассхоппера», выйдя в стартовом составе и будучи заменённым на 64-й минуте Лукой Дзуффи. Вместе с командой стал Чемпионом Швейцарии и обладателем Кубка.
Игрок юношеских и молодёжных сборных Швейцарии.

## Достижения
- Чемпион Швейцарии: 2016/17
- Обладатель Кубка Швейцарии: 2017